# Красный, Юрий Ешуанович
Ю́рий Евсе́евич Кра́сный (род. 1946, Днепропетровск) — педагог, художник, поэт.

## Биография
Родился в 1946 году в Днепропетровске.
1974 год — окончил Днепропетровский институт инженеров транспорта. С 1980 года работал в образовательных структурах. Начиная с 60-х годов, занимался литературной, а затем — журналистской, экологической и кинематографической деятельностью.
В 1980-х годах совместно с Линой Курдюковой разработал и внедрил в практику методику анимационной педагогики. Опыт первых лет работы с детьми и развернутая демонстрация метода стали основой книги «Мультфильм руками детей». Большое значение в концептуализации и популяризации методики сыграл А. А. Мелик-Пашаев, редактор журнала «Искусство в школе».
С 1999 года начал работать с детьми со специальными потребностями, разработал курс творческого развития для детей, больных церебральным параличом, успешно осуществил ряд международных проектов по социализации детей-инвалидов. Опыт этой работы изложен в книге «Арт — всегда терапия».
Отличник просвещения СССР, УССР и Украины. Социальный новатор СССР. Член Международной Ассоциации Анимационного Кино (АСИФА-ЮНЕСКО). Член Союза Кинематографистов Украины (секция кинообразования). Участник анимационных проектов АСИФА-ЮНЕСКО.
Отмечен первыми и призовыми местами на детских кинофестивалях в Швейцарии, Франции, Японии, Германии, Норвегии, Великобритании, Польше, Венгрии, Греции, Грузии, Литве, Латвии, Эстонии, Италии, Хорватии, Мексике. Участник детских выставок в музеях и культурных центрах Украины, России, Армении, Грузии, Норвегии, Эстонии, США, Израиле. Проводил семинары, практические занятия и доклады в Иерусалиме, Тель-Авиве, Москве, Киеве, Каунасе, Тбилиси, С.-Петербурге, Екатеринбурге, Ереване, Таллине, Лиллехаммере, Бостоне, Хиросиме, Загребе, Варне, Лондоне и др.
С марта 2006 года живёт в Израиле, продолжая общественную, педагогическую, творческую и издательскую деятельность.

## Публикации

### Книги
- Красный, Юрий Ешуанович. Мультфильм руками детей : Кн. для учителя / Ю. Е. Красный, Л. И. Курдюкова. — М.: Просвещение, 1990. — 63 700 экз. — ISBN 5-09-001057-9. (Рецензенты: А. А. Мелик-Пашаев, кандидат психологических наук; О. Х. Вийтмаа, руководитель киностудии «Ноорфильм»)
- «Три матрёшки» (Днепропетровск, 1991)
- «Азбука чувств» (К, «Освита», 1993)
- «Первые встречи с искусством» (М, «Искусство в школе», 1995, в соавторстве с А.Артболевской, В.Левиным и Л.Курдюковой) ISSN 0869-4966
- «Синий кот» (М — Днепропетровск, 2004)
- «Арт — всегда терапия» (М, 2006) ISBN 5-98872-001-3

Рецензенты: А.А.Мелик-Пашаев, доктор психол. наук, гл. редактор журнала "Искусство в школе";
З.Н.Новлянская, кандидат психол. наук, лауреат Премии правительства;
С.В.Емельянова, социальный педагог
- «Заносчивой жизни немножко», поэтический сборник (Днепропетровск, 2006)
- «Арт — всегда терапия» (второе издание, расширенное и дополненное. М, 2015) ISBN 978-5-906351-15-9
- «Сто зверей в одной ладошке» (Иерусалим, 2008) ISBN 965-424-057-2
- CAN ART AID IN RESOLVING CONFLICTS? 200-201. Amsterdam, 2018. ISBN 978-94-92311-32-0
- «Арт — всегда терапия» (третье издание, расширенное и дополненное. М, 2019) ISBN 978-5-4212-0600-2
- «АРТ — ЗАВЖДИ ТЕРАПІЯ» (К, 2023). ISBN 978-966-7067-49-6

### Статьи
1. «Учебно-воспитательная работа в детской киностудии». 4 статьи. (М, 1987)
2. Сборник НИИ художественного воспитания АПН СССР. МУЛЬТИПЛИКАЦИЯ КАК СРЕДСТВО КОМПЛЕКСНОГО ЭСТЕТИЧЕСКОГО ВОСПИТАНИЯ. (М, 1989)
3. Сборник НИИ художественного воспитания АПН СССР. ПЕДАГОГИЧЕСКИЙ И ЭСТЕТИЧЕСКИЙ АСПЕКТЫ ДЕТСКОЙ ТВОРЧЕСКОЙ РАБОТЫ. (Ворошиловград, 1990)
4. Журнал «Телерадиоэфир» № 6, БЕЗ ПУПСИКОВОГО ОБАЯНИЯ (1991)
5. Журнал «Экополис» № 2 (1994)
6. Журнал «Конструктивная экология и бизнес» № 1-2, ЭКОЛОГИЯ+ТВОРЧЕСТВО (1999)
7. Журнал-бюллетень «Контакты» № 2(3), ДЕТИ — ЦЕНТР ЦЕНТРОВ (2001)
8. Журнал «Еврейское образование» № 2, ОБЩИНА И ДЕТИ (2001)
9. Журнал «Искусство в школе»:
  1. 1993, № 2, СКАЗКИ
  2. 1993, № 5, ВЫБИРАЕМ УСТАНОВКУ
  3. 1996, № 1, АНИМАЦИОННАЯ ПЕДАГОГИКА (в соавторстве с Л. Курдюковой)
  4. 1996, № 4, КЛУБ-СТУДИЯ «ЭКОАНИМА»
  5. 1997, № 4, ЭКРАН И/ИЛИ КНИГА
  6. 1998, № 1, КОВЧЕГ НОАХА
  7. 2000, № 5, ТРИ МАТРЕШКИ
  8. 2000, № 6, АРТ — ВСЕГДА ТЕРАПИЯ
  9. 2002, № 2, ИСКУССТВО ДЕЛАЕТ ЛЮДЕЙ РАВНЫМИ
  10. 2005, № 3, АНИМАЦИЯ РАЗВИВАЕТ РЕБЕНКА (в соавторстве с Л. Курдюковой)
  11. 2005, № 5, АНИМАЦИЯ В ШКОЛЕ (в соавторстве с Л. Курдюковой)
  12. 2006, тематический выпуск "Взаимодействие искусств в анимации", МУЛЬТФИЛЬМ РУКАМИ ДЕТЕЙ (в соавторстве с Л. Курдюковой)
  13. 2007, № 1, СНИМАТЬ МУЛЬТФИЛЬМЫ ПРОСТО И ПОЛЕЗНО
  14. 2006, №2, ЧИТАЙ! РИСУЙ! ПОКАЗЫВАЙ!
  15. 2009, №4, МАМА, ЛИФТ И КОШКА КАТЯ
  16. 2014, №4, НОВОГОДНЯЯ ОТКРЫТКА
  17. 2017, №1, ПОЧЕМУ НЕЛЬЗЯ
  18. 2017, №1, ВОЗВРАЩЕНИЕ В БИБЛИОТЕКУ (в соавторстве с Л. Курдюковой)
  19. 2017, №6, АНИМАЦИЯ - В ДЕТСТВО
  20. 2019, №3, АНИМАЦИОННАЯ ПЕДАГОГИКА И ПРОБЛЕМЫ XXI ВЕКА (в соавторстве с Л. Курдюковой и М.Красной)
  21. 2021, №4, АНИМАЦИОННАЯ ПЕДАГОГИКА
  22. 2023. №4, АУТИЗМ И ЭКРАН

## Методические разработки, публикации детских произведений
- Календарь для родителей. ДЕТИ В МУЛЬТСТУДИИ (М, «Педагогика», 1988)
- Методические афиши «Мультипликация в школе», «Стихи о цвете», «Ниткография и воображение» (Днепропетровск, 1991-1993)
- Комплект детских экологических открыток «У нас один дом» (Днепропетровск — Киев, 1995, идея, текст, художественное и методическое руководство)
- Экологический детский календарь (Днепропетровск — Киев, 2000 идея, текст, художественное и методическое руководство)
- Комплект детских экологических плакатов «Дадим жизни шанс» (идея, текст, организация и методическое руководство)(Днепропетровск, 2000)
- «Еврейские праздники и творческое развитие детей». Выпуск первый. Рош һа-шана. Новогодняя открытка. (М — Днепропетровск, 2000)
- «Мой и наш еврейский дом», пособие (М, 2004, в соавторстве с Л.Курдюковой и М.Красной)
- Комплект детских плакатов «Глаза Холокоста» (Днепропетровск, 2004, разработка, текст)
- Книги:
  - «Самый маленький писатель», детский сборник (Днепропетровск, 1997, идея, составление, редактура, вступительная статья)
  - «Про себя самого», детский сборник (Днепропетровск, 1998, идея, составление, редактура, вступительная статья)
  - «Семья и книга», сборник (Днепропетровск, 2001, идея, составление, редактура, вступительная статья)
  - «Пятилетние сказки», сборник (Днепропетровск, 2004, идея, составление, редактура, вступительная статья)
  - «Отправление в дорогу», сборник (Днепропетровск, 2004, идея, составление, редактура, вступительная статья)
  - «Мастерская слова», сборник (Днепропетровск, 2004, идея, составление, редактура, вступительная статья)